# Encaje de Idria

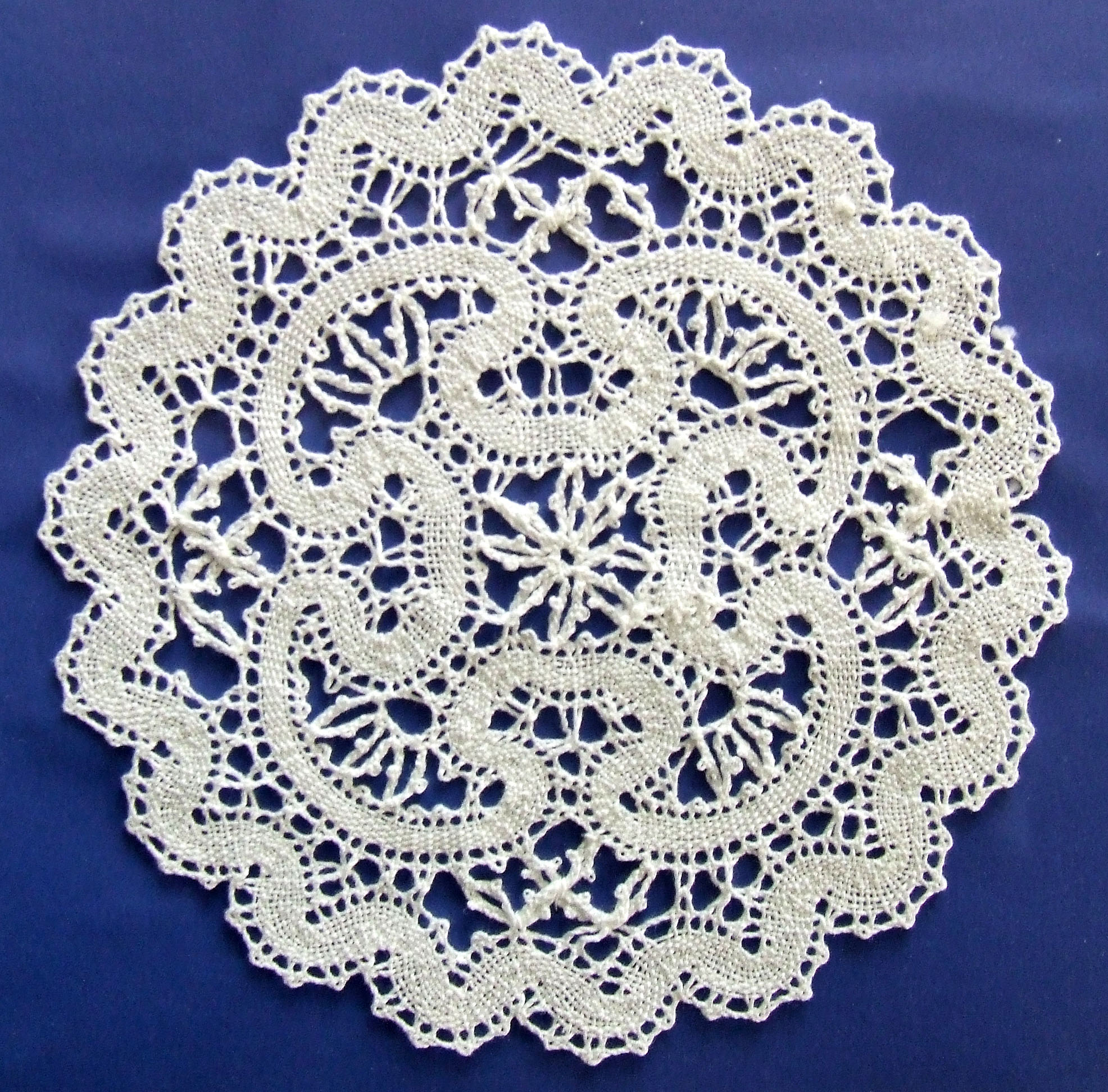
Encaje de Idria.

El encaje de Idria es un tipo de encaje de bolillos, que se ha producido durante siglos en Idria (Eslovenia). Es un elemento importante del patrimonio cultural esloveno. Su nombre se debe la localidad minera de Idria, que representa el centro esloveno de encajes más antiguo e importante. Desde 1876 en Idria opera sin interrupción la conocida Escuela de Encajes de Idria. 
Existen varias técnicas para elaborar encajes, que han ido complementándose y mejorando durante años. Característico del encaje de Idria son los patrones, denominados a partir de nombres populares, como por ejemplo «srčkovke» (corazones), «potonke» (peonías), «zibke» (cunas), etc. La técnica más representativa del encaje de Idria es el «ris», una cinta que se produce con seis, siete u ocho pares de bolillos. Se distingue el «ris» ancho, que predominó en la época del Imperio austrohúngaro y el «ris» estrecho (también llamado «ris de Idria»), que se desarrolló después de la Primera Guerra Mundial y en el que puede apreciarse la influencia italiana. Tradicionalmente, los encajes se hacen con lino.

## Historia

### Siglos XVI–XX
La primera mención de los encajes de Idria apareció en 1696. En principio los encajes de Idria eran bastante bastos y producidos para la clase media. Pero el arte del encaje empezó a finales del siglo XVI, las esposas de algunos mineros que dejaban de trabajar en la mina de mercurio de Idria se ponían a elaborar encajes. Los encajes de Idria se hicieron famosos en 1875, cuando Franc Lapajne fundó una compañía y así se inició el comercio de encajes, que exportaba con éxito a toda Europa y América. El año 1876 representa el inicio de la Escuela de Encajes de Idria, la iniciativa partió de Ivanka Ferjančič.
Hasta la desintegración del Imperio austrohúngaro los encajes siempre tuvieron gran fama y se exportaban con éxito, las encajeras recibían numerosos reconocimientos, también internacionales. La producción de encajes se extendió también a otros pueblos cercanos. Durante la Primera Guerra Mundial el negocio de los encajes disminuyó drásticamente. Después de la ocupación italiana, también el encaje de Idria tuvo que adaptarse. El problema fundamental fue la acomodación a mercados completamente nuevos, porque si antes se vendían especialmente en Alemania, después su mercado principal pasó a ser Italia. Después de la Segunda Guerra Mundial el comercio de los encajes se redujo, como consecuencia del cierre de la mina de mercurio. Sin embargo, la Escuela de Encaje de Idrija opera todavía hoy en día y mantiene esta tradición.

### Los encajes en la actualidad
Los encajes de Idria son conocidos especialmente a causa del turismo, además cada verano se realiza el Festival del encaje. Actualmente, sólo un puñado de mujeres se deciden por la producción de encajes, a esta artesanía se dedican sobre todo las muchachas jóvenes, para las que el encaje representa un pasatiempo. Dado que el encaje de Idria es un producto típico esloveno, tiene su lugar entre los regalos de protocolo.
Recientemente se puede notar el progreso del encaje de Idria, el encaje es más moderno, cada autor tiene su estilo. Las encajeras colaboran con los estudiantes y profesores de la Facultad de Ciencias Naturales e Ingeniería de la Universidad de Liubliana.

## Producción
Las encajeras producen los encajes con la ayuda de los patrones (un papel en el que está dibujada la forma del encaje). El patrón está fijado a una almohadilla («punkeljček»). La almohadilla está colgada de un cesto pequeño.